# Segesvári csata
A segesvári csata vagy fehéregyházi csata az 1848–49-es forradalom és szabadságharc egyik jelentős csatája volt. 1849. július 31-én Fehéregyházán és környékén a Bem tábornok vezette magyar csapatok vereséget szenvedtek az Alekszandr Nyikolajevics Lüders tábornok vezette orosz hadseregtől. A csata helyszíne Segesvár közelében van.

## Előzmények
A szabadságharc második évében, különösen a májusi intervenció után a magyar csapatok sorra vereséget szenvedtek az osztrák és orosz csapatoktól. Így volt Erdélyben is, bár a magyar védelem esélyei itt voltak a legjobbak. A helyzetet rosszabbította, hogy Bem tapasztaltabb csapatai a Temesközben és Gyulafehérvár környékén tartózkodtak, és a rendelkezésére álló alakulatok kétharmada újonc volt.
Miután Bem július 28-án visszatért Erdélybe moldovai hadjárata után, Lüders és Grontenhjelm tábornokok egyesíteni kívánták erőiket. Bem ezt látván megpróbálta egyesíteni a magyar csapatokat, és azonnal futárt küldött a Gyulafehérváron állomásozó alakulathoz, megüzenve Maximilian Eugen von Stein ezredesnek, hogy induljon el Szeben felé. Kazinczy Lajos ezredest arra utasította, hogy induljon Kolozsvár felé. Szintén maga mellé rendelte a Dobay József ezredes által vezetett székelyföldi haderőt, Kemény Farkasnak pedig megparancsolta, hogy siessen Marosvásárhelyre, és próbálja meg feltartani Magnus Johann von Grotenhjelm csapatát.

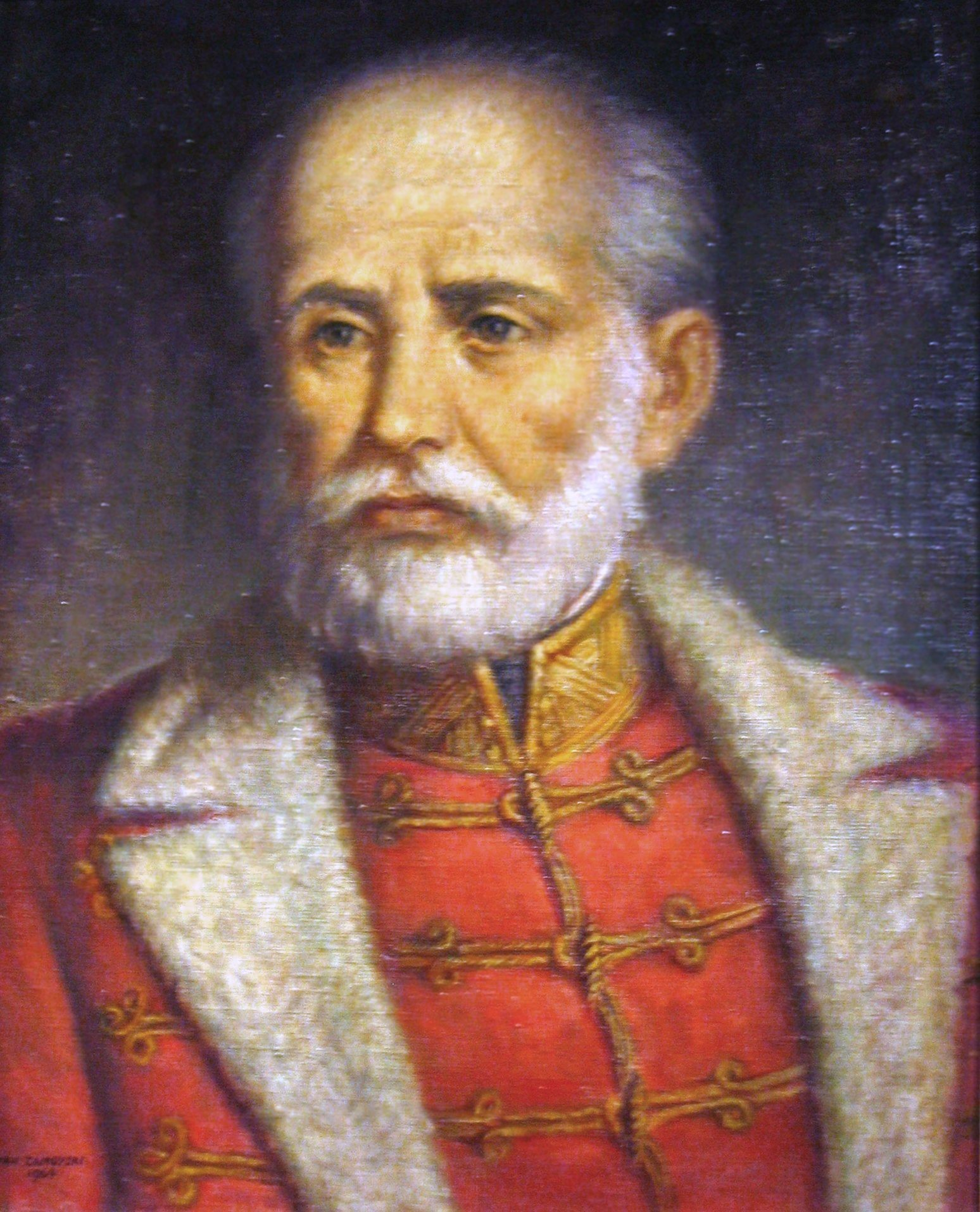
Bem József

## A csata

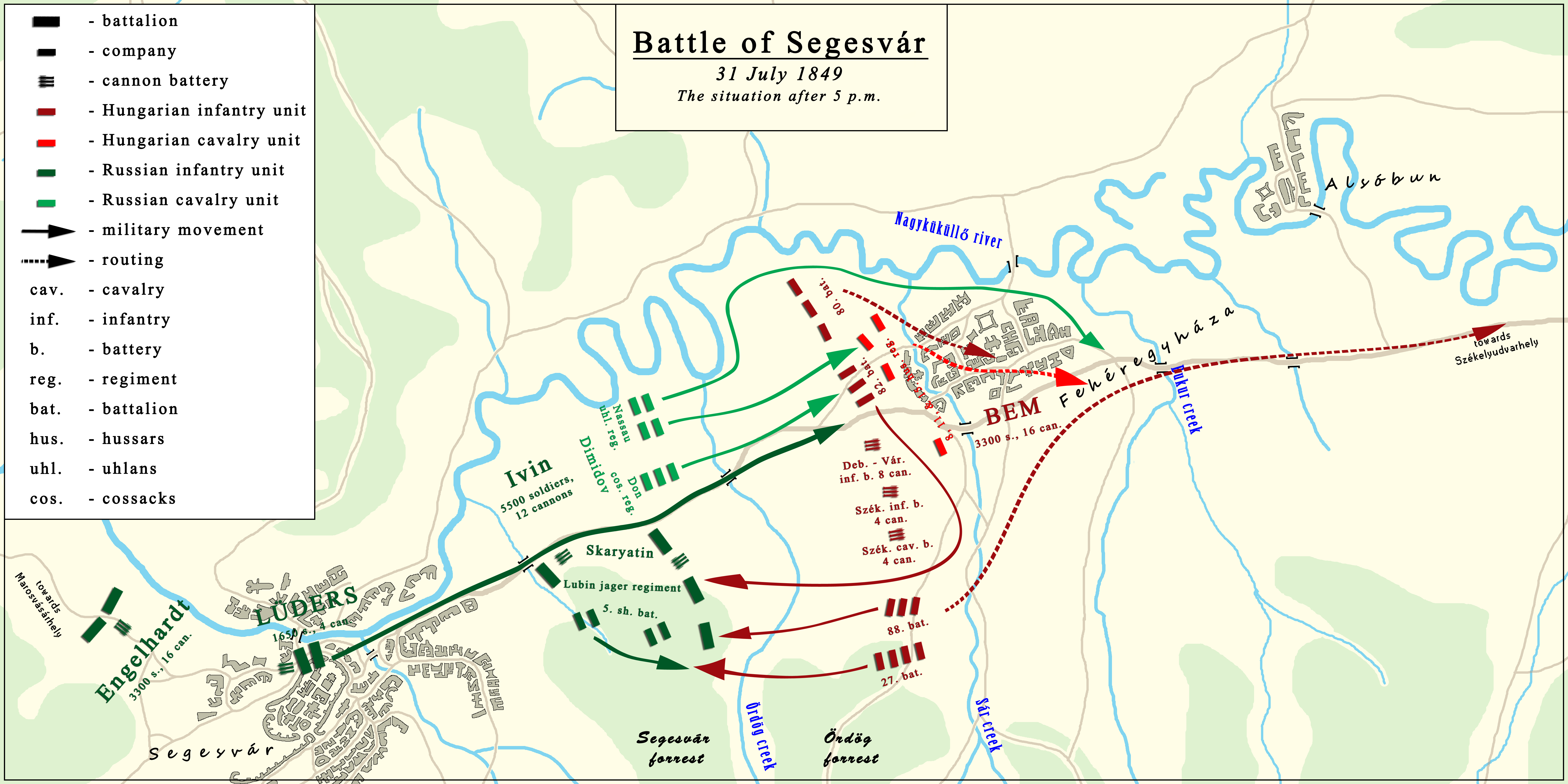
A csata térképen

Bem július 31-én érkezett Segesvárra mintegy 6000 fős seregével és 12 ágyúval. Itt találkozott Alekszandr Nyikolajevics Lüders körülbelül 12 000 fős seregével és 30 ágyújával.
A csata ágyúzással kezdődött délelőtt 12 óra után, amikor is Bem lelőtte Grigorij Jakovlevics Szkarjatyin tábornokot. A magyarok eleinte fölényben voltak az osztrák és orosz csapatokkal szemben. Bem és csapatai a Sár-patak és az Ördög-patak közötti területen álltak fel — a balszárny az Ördög-erdőben, a tüzérség pedig a centrumban.
Lüders Marosvásárhelyen állomásozott, így Vlagyimir Ivin altábornagy vette fel a harcot Bemmel. Mivel Ivin feladata az állás védelme volt, a magyarok akadály nélkül fel tudtak fejlődni. Bem utasította balszárnyának öt gyalogszázadát, hogy támadják meg az oroszokat. A honvédek megingatták őket, de az orosz erősítés hamar megérkezett, és a magyarok kénytelenek voltak az Ördögpatak völgyébe hátrálni.

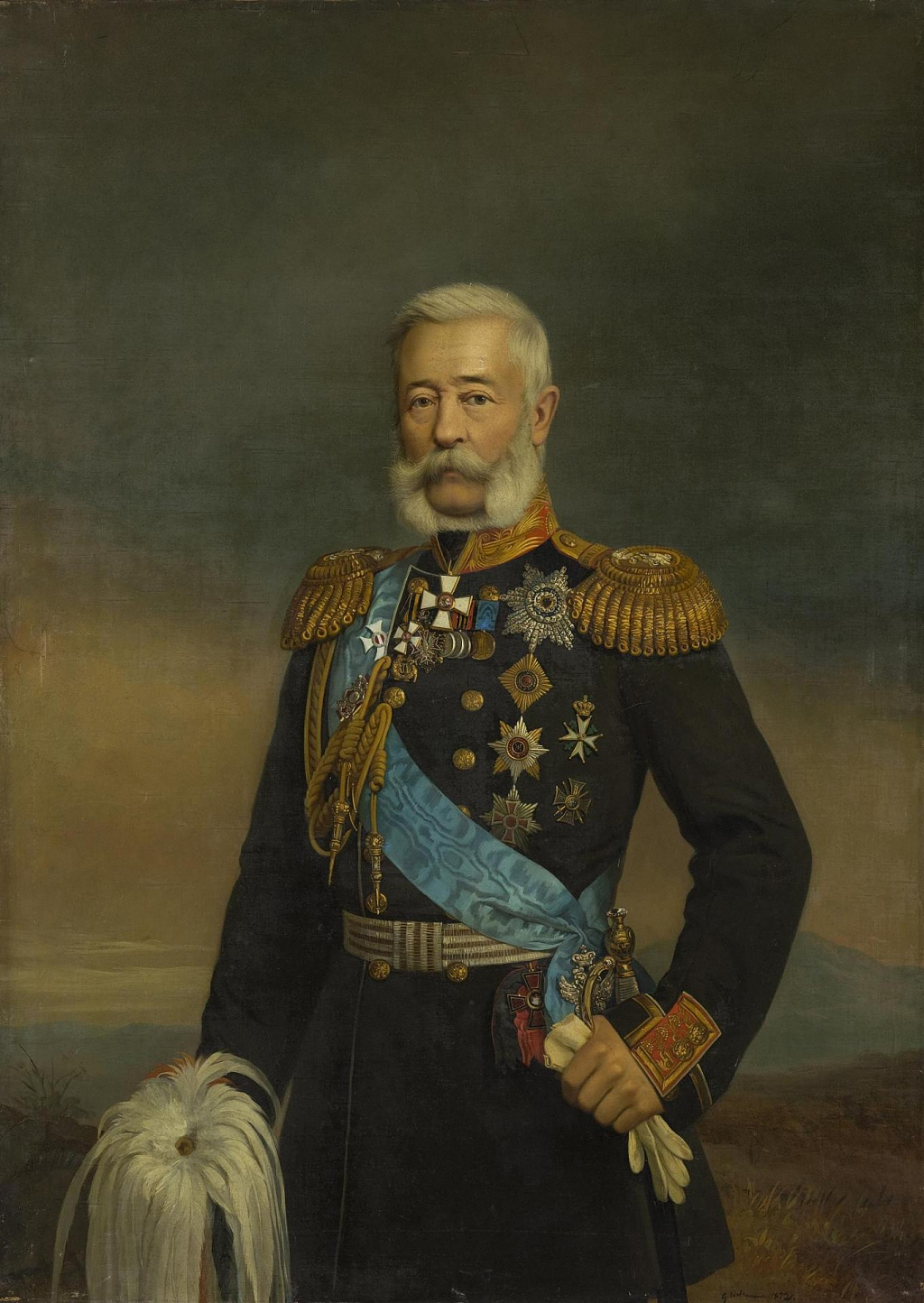
Alekszandr Nyikolajevics Lüders tábornok

Bem délután kettőkor a balszárnyon lévő két gyalogszázadát a Segesvár melletti erdőbe irányította. Itt szembetalálkoztak a Lipszkij ezredes vezette oroszokkal, akik segítséget kértek Ivintől. Lüders, miután meghallotta, hogy a magyarok az erdőben összpontosultak, elhagyta Marosvásárhelyt és Lipszkij segítségére sietett.

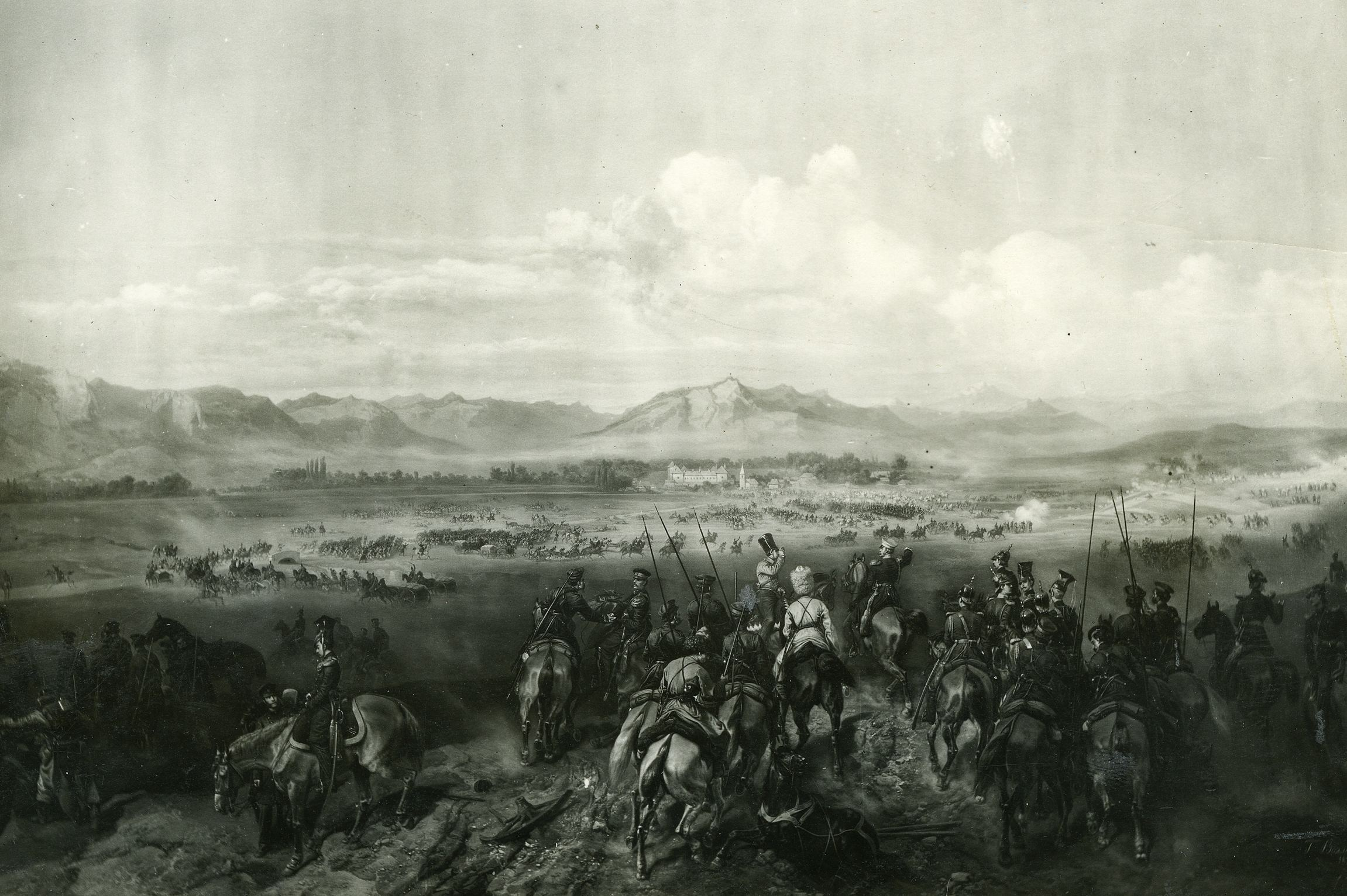
Orosz lovasság a segesvári csatában

Bem abban a hitben, hogy az oroszoknak nincs több csapatuk Segesvárnál, csapatának jobbszárnyát a balszárny segítségére küldte. Lüders értesült Bem tervéről és ő is megpróbálta megerősíteni az orosz csapatok balszárnyát. Délután négy óra körül Lüders kozákokból álló dzsidásszázadát a magyar jobbszárny ellen küldte, aminek következménye az lett, hogy a gyalogszázad elfutott, és Bem elvesztette két lőszerszekerét is. Eközben a magyar csapatok balszárnya támadást indított az oroszok jobbszárnya ellen. Az oroszok azonban sokkal erősebbek voltak, és kiszorították a magyarokat, akik fejvesztve menekültek.
Lüders elkezdte támadni a magyar jobbszárnyat is. A roham olyan gyors volt, hogy a magyar huszárok nem tudtak időben felkészülni, és a dzsidások visszaszorították őket a faluba. Ez felbomlasztotta a magyar csapatok harcrendjét, magának Bemnek is menekülnie kellett. A menekülőket a kozákok üldözőbe vették; feltehetőleg e közben esett el Petőfi Sándor is. Bem egy mocsár mellett rejtőzködve menekült meg.
Dorsner cs. kir. Ezredes
A magas cs. kir. Hadügyminisztériumnak!
Segesvár, 1849. aug. 1.
(…)F. év július 31-én Segesvárnál egyfelől a császári orosz hadtest egyik része, másfelől egy Bem személyes vezetése alatt álló felkelősereg között heves csata folyt le, amely az ellenség legteljesebb vereségével végződött. Az ulánusok jól végrehajtott kartácstűz után átütő sikerű lándzsarohamot intéztek a felkelőknek Fehéregyháza előtt álló gyalogsága ellen és az utóbbinak nagy részét nyomban, menekülés közben lemészárolták. A derék nassaui ulánusok úgy álltak véres bosszút a szeretett Szkarjátyin tábornok elestéért, hogy ezernél több halott teste fedte a csatateret. Ekkor félelem és rémület fogta el a már bizonyára az ágyútűz megszűnésétől is megrendült ellenséges csapatokat; sokan közülük sírva, vad és rendezetlen sorokban rohantak Héjjasfalván keresztül Keresztúr felé. A kozákok szakadatlan üldözése még fokozta a pánikot az ellenség körében, amelyet csak az alkony mentett meg a teljes megsemmisüléstől. Az ellenség több mint 1000 halottat és sok sebesültet vesztett, 7 ágyút és 2 zászlót hódítottunk el; továbbá nagy mennyiségű hadianyagot, sok tömött szerkocsit zsákmányoltunk s kb. 500 hadifoglyot ejtettünk. A hadizsákmány része volt Bem úti szekere is, sok fontos irattal és értékes, a kolozsvári polgárok által neki ajándékozott díszkardokkal. Maga Bem alig tudott elmenekülni az őt üldöző kozákok elől, s ezek egyike azt állította, hogy lándzsaszúrással sebet ejtett rajta. Az oroszok vesztesége 44 halottat és 106 sebesültet tett ki. Az előbbiek között volt Szkarjátyin tábornok, az utóbbiak közül 6 volt a tiszt.

## Összegzés
A magyarok vesztesége számottevő volt: körülbelül 1200 főt veszítettek és legalább 500 fő foglyul esett. Az oroszok vesztesége ismeretlen. Augusztus elsején Bem tábornok serege Marosvásárhelyen egyesült a Kolozsvárról odaérkező csapatokkal.
Bem mindenáron vissza akarta tartani Lüderst, azonban az orosz csapatok fölényben voltak. Augusztus 6-án Lüders vereséget mért a Nagycsűrnél és Nagyszebennél küzdő magyarokra. Annak ellenére, hogy Bem és csapatai vereséget szenvedtek, a szövetségesek a magyarországi hadjárat végéig nem jutottak ki Erdélyből.

## Képgaléria

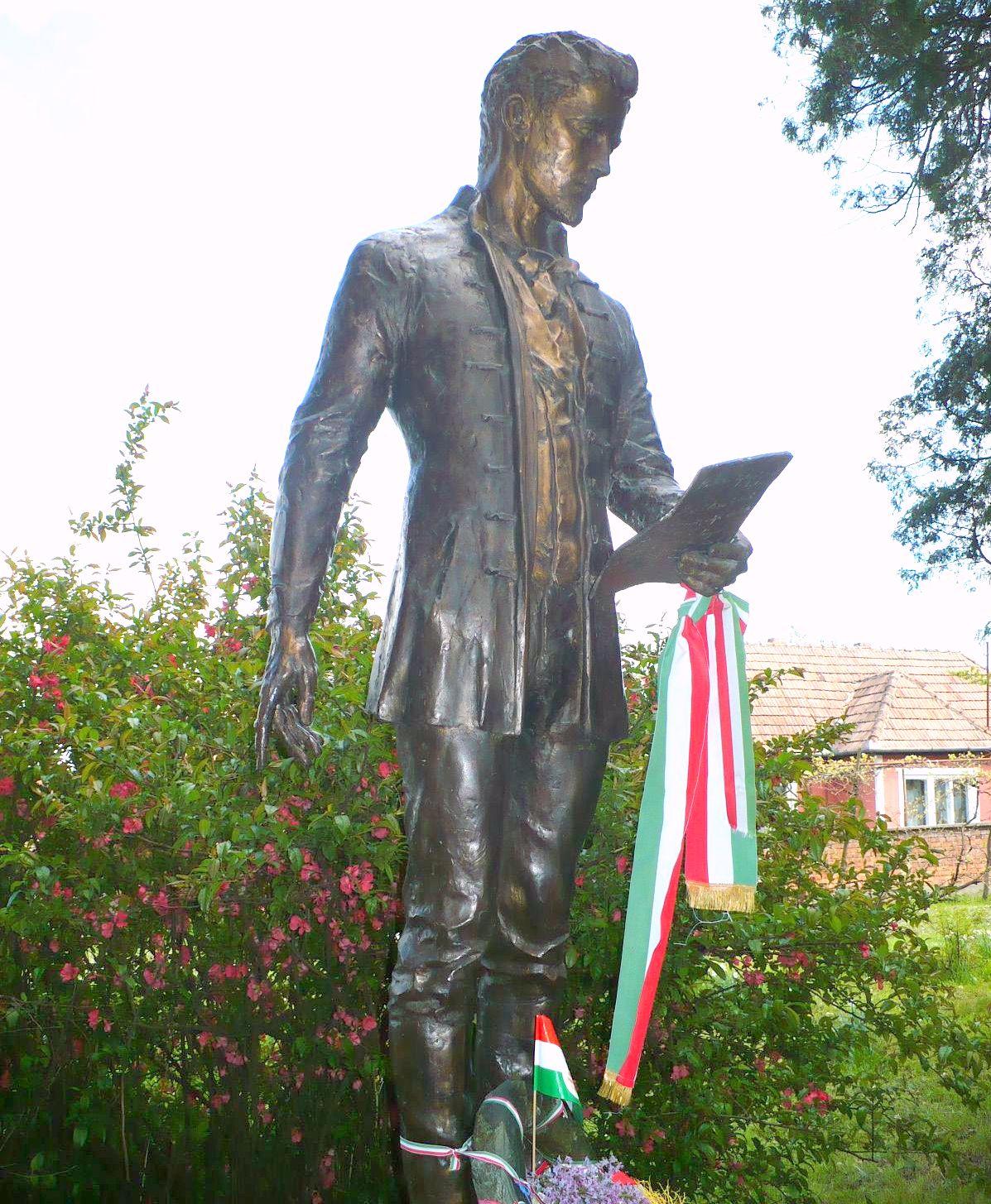
Petőfi Sándor szobra Fehéregyházán
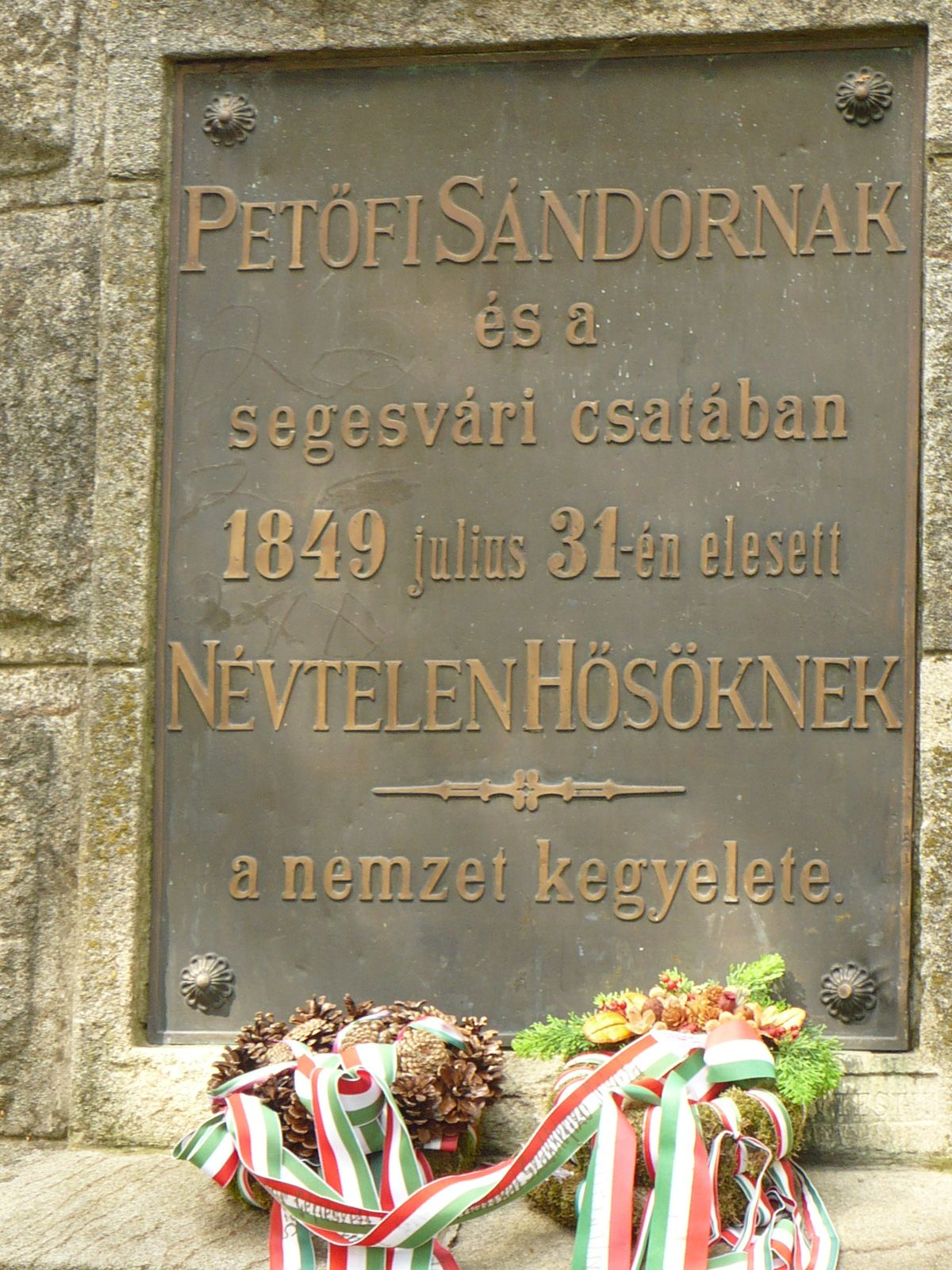
Segesvári obeliszk
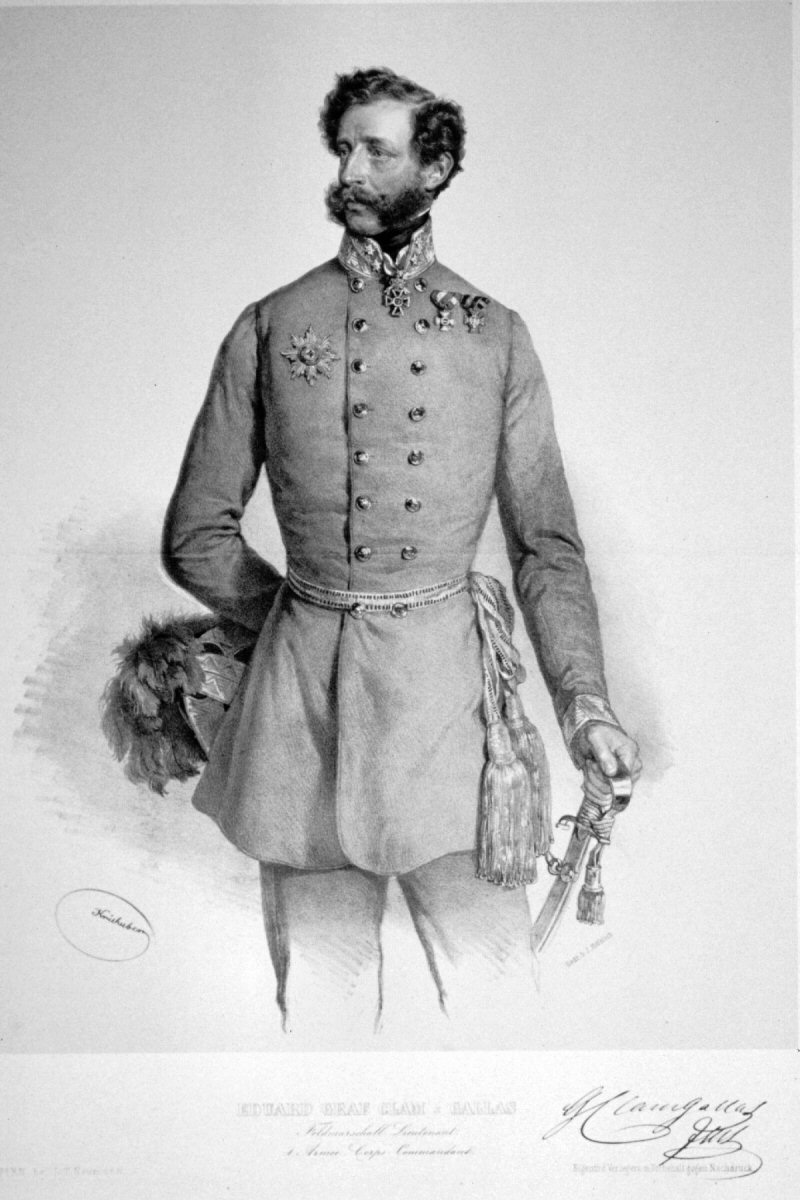
Eduard Clam-Gallas tábornok
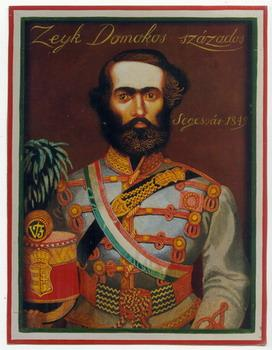
Zeyk Domokos százados